# Defensa holandesa
La Defensa holandesa es una apertura de ajedrez semicerrada. Se caracteriza por los movimientos (en notación algebraica): 1.d4 f5
Su idea consiste en controlar la casilla e4 con el peón de f5 para posteriormente romper el centro con e5. Es una continuación empleada por jugadores que no se conforman con las tablas llevando negras. Buena muestra de este inconformismo lo han plasmado Capablanca y Korchnoi empleando esta temida defensa.
La Defensa holandesa (ECO A80-A99) es una forma efectiva de jugar contra 1.d4 aunque tiene el defecto de que el negro deja claras sus intenciones desde el primer momento, y el blanco puede jugar contra ello. La ventaja es que el blanco no puede luchar de cualquier manera, y como no es una defensa muy popular es posible que tenga lagunas en esta defensa; al contrario que el negro, que cuando la elige es porque la ha estudiado. 
Dentro de la Defensa holandesa merece especial atención el sistema "muro de piedra", que tiene sus propias ideas tácticas. El Gambito Staunton fue, durante mucho tiempo, la forma más efectiva de luchar contra la Defensa holandesa, pero se han descubierto buenas jugadas para el negro, y no es una línea popular. Más popular es la variante Leningrado, una mezcla de Defensa holandesa y Defensa india de rey.
En general, las negras tratarán de atacar el flanco de rey, y las blancas deben contraatacar en el centro. La ruptura en e4, en buenas condiciones, suele ser lo más efectivo. 
Línea principal
1.d4 f5
1.d4 f5 2.Dd3
1.d4 f5 2.Dd3 e6 3.g4
1.d4 f5 2.h3
1.d4 f5 2.g4
1.d4 f5 2.Ag5
1.d4 f5 2.g3
1.d4 f5 2.g3 Cf6 3.Ag2 e6 4.Ch3
1.d4 f5 2.g3 Cf6 3.Ag2 g6
1.d4 f5 2.g3 g6 3.Ag2 Ag7 4.Cf3 c6 5.0-0 Ch6
1.d4 f5 2.g3 g6 3.Ag2 Ag7 4.Ch3
1.d4 f5 2.e4 Gambito Staunton
1.d4 f5 2.e4 fxe4
1.d4 f5 2.e4 fxe4 3.Cc3 Cf6 4.g4
1.d4 f5 2.e4 fxe4 3.Cc3 Cf6 4.Ag5
1.d4 f5 2.e4 fxe4 3.Cc3 Cf6 4.Ag5 g6 5.h4
1.d4 f5 2.e4 fxe4 3.Cc3 Cf6 4.Ag5 g6 5.f3
1.d4 f5 2.e4 fxe4 3.Cc3 Cf6 4.Ag5 c6
1.d4 f5 2.e4 fxe4 3.Cc3 Cf6 4.Ag5 b6
1.d4 f5 2.e4 d6
1.d4 f5 2.c4 Línea principal
1.d4 f5 2.c4 g6 3.Cc3 Ch6
1.d4 f5 2.c4 e6
1.d4 f5 2.c4 e6 3.Cc3
1.d4 f5 2.c4 e6 3.e4
1.d4 f5 2.c4 Cf6
1.d4 f5 2.c4 Cf6 3.Cc3
1.d4 f5 2.c4 Cf6 3.g3
1.d4 f5 2.c4 Cf6 3.g3 d6 4.Ag2 c6 5.Cc3 Dc7
1.d4 f5 2.c4 Cf6 3.g3 e6
1.d4 f5 2.c4 Cf6 3.g3 e6 4.Ag2 Ab4+
1.d4 f5 2.c4 Cf6 3.g3 e6 4.Ag2 Ab4+ 5.Ad2 Ae7
1.d4 f5 2.c4 Cf6 3.g3 e6 4.Ag2
1.d4 f5 2.c4 Cf6 3.g3 e6 4.Ag2 Ae7
1.d4 f5 2.c4 Cf6 3.g3 e6 4.Ag2 Ae7 5.Cf3 0-0
1.d4 f5 2.c4 Cf6 3.g3 e6 4.Ag2 Ae7 5.Cf3 0-0 6.0-0 Ce4
1.d4 f5 2.c4 Cf6 3.g3 g6 Variante Leningrado
1.d4 f5 2.c4 Cf6 3.g3 g6 4.Ag2 Ag7 5.Cf3
1.d4 f5 2.c4 Cf6 3.g3 g6 4.Ag2 Ag7 5.Cf3 0-0 6.0-0 d6 7.Cc3 c6
1.d4 f5 2.c4 Cf6 3.g3 g6 4.Ag2 Ag7 5.Cf3 0-0 6.0-0 d6 7.Cc3 Cc6

## Sistema muro de piedra o Stonewall
|       |       |       |       |       |       |       |       |    |  |
|       | a8 rd | b8 nd | c8 bd | d8 qd | e8    | f8 rd | g8 kd | h8 |  |
| a7 pd | b7 pd | c7 pd | d7    | e7 bd | f7    | g7 pd | h7 pd |    |  |
| a6    | b6    | c6    | d6    | e6 pd | f6 nd | g6    | h6    |    |  |
| a5    | b5    | c5    | d5 pd | e5    | f5 pd | g5    | h5    |    |  |
| a4    | b4    | c4 pl | d4 pl | e4    | f4    | g4    | h4    |    |  |
| a3    | b3    | c3    | d3    | e3    | f3 nl | g3 pl | h3    |    |  |
| a2 pl | b2 pl | c2    | d2    | e2 pl | f2 pl | g2 bl | h2 pl |    |  |
| a1 rl | b1 nl | c1 bl | d1 ql | e1    | f1 rl | g1 kl | h1    |    |  |
|       |       |       |       |       |       |       |       |    |  |

El sistema muro de piedra es el más característico de la Defensa holandesa, aunque el negro no tiene por qué entrar en él. Consiste en poner los peones en c6, d5 (o d6), e6 y f5, controlando la apertura de la columna y dejando buenas casillas para los caballos en e5 para las blancas y e4 para las negras. Con esta estructura, el centro está estático y las negras pasan las piezas del ala de dama a la del rey, para lanzar un ataque con g5. La mayor dificultad es el alfil de c8, que conviene cambiarlo por un caballo o llevarlo hasta h5. A veces este alfil termina siendo una pieza importante en este sistema. Las blancas, por su parte, deben atacar la base de la cadena de peones en e6, pero esto sólo es posible abriendo la columna por medio de f3 y e4; o bien atacar la base en c6 por medio de b4 y b5; y tratar de cambiar el alfil de casillas negras para llegar a un final favorable. Se trata de un sistema sólido contra d4 de las blancas, en el que las negras juegan desde el primer momento por el punto en juego. Las negras pueden responder en su primera jugada con e6 en vez de f5 para terminar jugando este mismo sistema.
1.d4 f5 2.c4 Cf6 3.g3 e6 4.Ag2 Ae7 5.Cf3 0-0 6.0-0 d5
1.d4 f5 2.c4 Cf6 3.g3 e6 4.Ag2 Ae7 5.Cf3 0-0 6.0-0 d5 7.Cc3
1.d4 f5 2.c4 Cf6 3.g3 e6 4.Ag2 Ae7 5.Cf3 0-0 6.0-0 d5 7.Cc3 c6
1.d4 f5 2.c4 Cf6 3.g3 e6 4.Ag2 Ae7 5.Cf3 0-0 6.0-0 d5 7.Cc3 c6 8.Dc2
1.d4 f5 2.c4 Cf6 3.g3 e6 4.Ag2 Ae7 5.Cf3 0-0 6.0-0 d5 7.b3
1.d4 f5 2.c4 Cf6 3.g3 e6 4.Ag2 Ae7 5.Cf3 0-0 6.0-0 d5 7.b3 c6 8.Aa3
1.d4 f5 2.c4 Cf6 3.g3 e6 4.Ag2 Ae7 5.Cf3 0-0 6.0-0 d6
1.d4 f5 2.c4 Cf6 3.g3 e6 4.Ag2 Ae7 5.Cf3 0-0 6.0-0 d6 7.Cc3 De8
1.d4 f5 2.c4 Cf6 3.g3 e6 4.Ag2 Ae7 5.Cf3 0-0 6.0-0 d6 7.Cc3 De8 8.Te1
1.d4 f5 2.c4 Cf6 3.g3 e6 4.Ag2 Ae7 5.Cf3 0-0 6.0-0 d6 7.Cc3 De8 8.Dc2
1.d4 f5 2.c4 Cf6 3.g3 e6 4.Ag2 Ae7 5.Cf3 0-0 6.0-0 d6 7.Cc3 De8 8.b3